# أفاتار: آخر مسخر هواء - داخل الجحيم
أفاتار: آخر مسخر هواء - داخل الجحيم (بالإنجليزية: Avatar: The Last Airbender – Into the Inferno)‏ هي لعبة فيديو مقتبسة من مسلسل الرسوم المتحركة أفاتار: آخر مسخر هواء. كما أن اللعبتين السابقتين كانتا مقتبستان من الموسمين الأول والثاني على التوالي، فإن هذه اللعبة مقتبسة من الموسم الثالث والأخير.

## وصلات خارجية
- أفاتار: آخر مسخر هواء - داخل الجحيم على موقع IMDb (الإنجليزية)

- أفاتار: آخر مسخر هواء - داخل الجحيم في موقع تي إتش كيو.